# Pétrusse
El Pétrusse (luxemburgués, Péitruss; alemán, Petruss) es un pequeño río que fluye a través de Luxemburgo, se une con el Alzette en la ciudad de Luxemburgo. Pasa por el barrio de Hollerich.